# TT-wijk
De TT-wijk is een wijk gelegen in het centrum van het Belgische Hasselt in de provincie Limburg. Het bevat twee torenflats, met op de begane grond een winkelcentrum.
De TT-wijk is in de jaren zeventig van de twintigste eeuw gebouwd op de plaats van de arme volkswijk Beek. In de jaren negentig waren er vergevorderde plannen om het te slopen. Dit is er nooit van van gekomen, omdat er intussen plannen waren om het om te toveren tot een Japans winkelcentrum. Een Japans winkelcentrum is het nooit geworden, omdat de Japanse investeerder er nooit daadwerkelijk in heeft geïnvesteerd. Zo werd het uiteindelijk een Vlaams winkelcentrum.